# 高木典雄
高木 典雄（たかき のりお、1951年〈昭和26年〉8月10日 - ）は、日本の政治家、国土交通官僚。元福岡県うきは市長（3期）。

## 略歴
福岡県浮羽郡浮羽町（現・うきは市）生まれ。1970年、福岡県立浮羽東高等学校を卒業し、建設省九州地方建設局に入省。1974年、福岡大学商学部2部卒業。
1994年、建設省九州地方建設局から浮羽町助役に出向（1998年まで）。
国土交通省福岡国道事務所副所長、九州地方整備局調査官、九州地方整備局総括調整官などを歴任。
2012年3月、国土交通省を退官。同年5月25日、うきは市長の怡土康男が任期中、肺炎により死去。怡土の死去に伴って行われた市長選挙（7月8日告示、7月15日執行）に立候補し、無投票で初当選した。
2016年、再選。投票率は56.10％。2020年、3期目の当選。

## 市政
- 2020年8月3日～5日開催の市議会臨時会に、新型コロナウイルス対策の財源に充てるため、自身の同年8月から12月までの月額給与を20％減額する条例案を提出し、可決された。副市長については10％、教育長については7％減額する[7]。